# Giacomo Caneva
Giacomo Caneva (Padova, 4 luglio 1813 – Roma, 29 marzo 1865) è stato un fotografo e pittore italiano.

## Biografia
Figlio di Giuseppe e di Anna Pavan, ebbe quattro fratelli che morirono tutti in tenera età. Proprietario dell'Albergo al Principe Carlo, dove dal 1997 ha sede il Museo del precinema, il padre era benestante. Alla fine del 1834 si iscrisse alla Regia Accademia di Belle Arti di Venezia dove seguì le lezioni sulla prospettiva di Tranquillo Orsi che prevedevano la camera oscura per capire le linee prospettiche e divenendo egli stesso un "pittore prospettico".

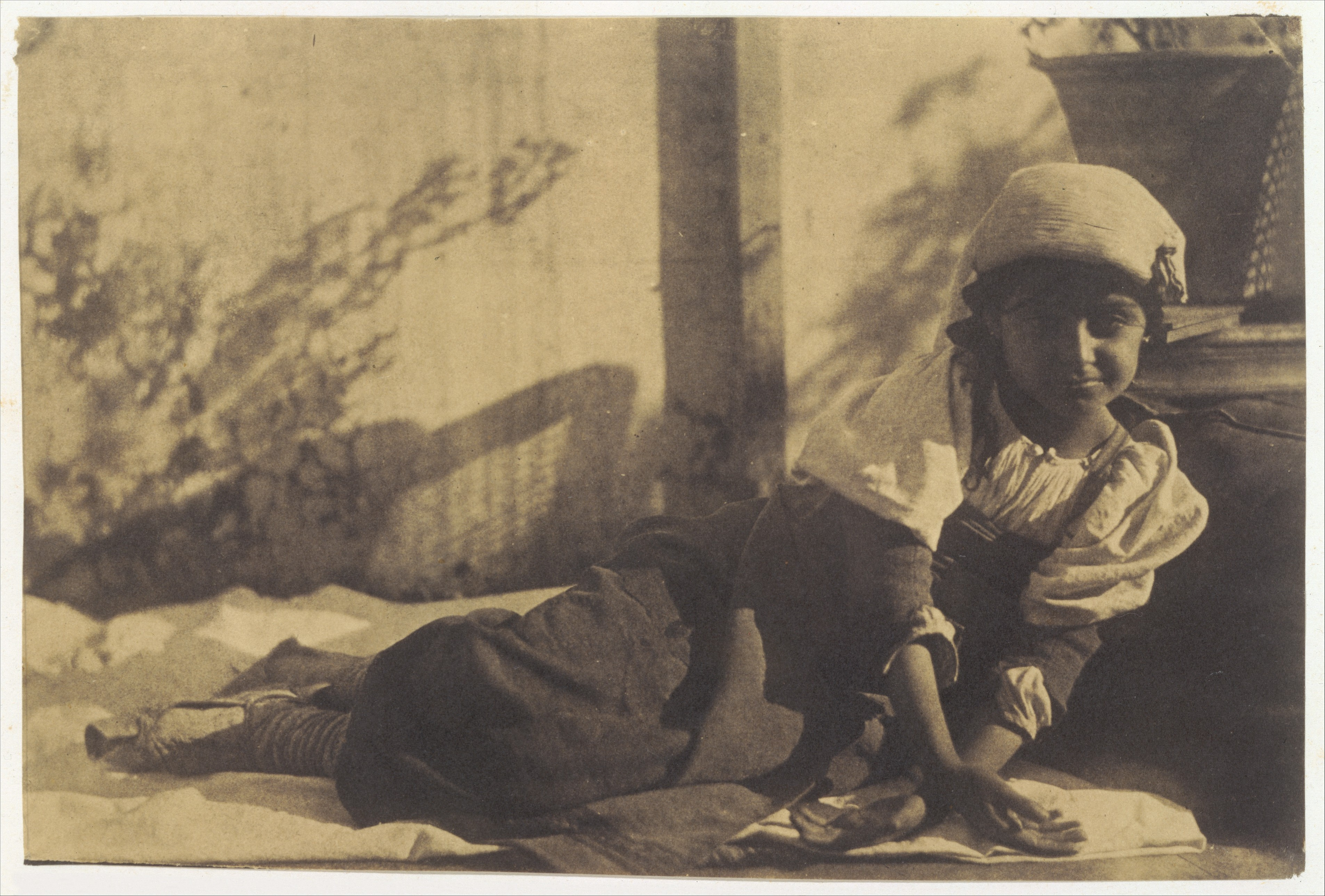
Ritratto di Carlotta Cortudino (1852 circa)

Lasciò Venezia per Roma nel 1840 insieme all'ingegnere e architetto Giuseppe Jappelli, il quale fu incaricato dal principe Alessandro Torlonia della sistemazione dell'area verde della Villa Torlonia, in seguito divenuta famosa quale residenza di Mussolini negli anni Trenta col fascismo. Anche Caneva seguì i lavori alla villa come citano le cronache contemporanee.
Attratto dalle novità, Caneva salì sulla mongolfiera del francese Francisque Arban, insieme al pittore veneziano Ippolito Caffi nel 1847 con cui vide il panorama di Roma dall'alto e ne parlò in maniera entusiastica.
L'attrazione verso le novità lo portò ad interessarsi alla fotografia già all'indomani del dagherrotipo e successivamente del calotipo, che sappiamo tramite le testimonianze dell'amico Tommaso Cuccioni. Fu proprio Caneva alla  morte di Cuccioni a fare l'inventario dello studio del quale la moglie Isabella Bonafede volle continuare l'attività del marito.
Fu tra i promotori della cosiddetta Scuola romana di fotografia nata al Caffè Greco di Via Condotti alla fine degli anni Quaranta cui presero parte gli artisti e fotografi Frédéric Flachéron, Eugène Constant, James Anderson, Carlo Baldassarre Simelli, Gioacchino Altobelli, oltre gli stessi Cuccioni e Tuminelli, ed altri tra cui l'orafo, antiquario e collezionista Augusto Castellani. I soci si dedicarono principalmente a fotografare i monumenti romani, le opere d'arte e i dintorni della città. L'elevata qualità delle immagini dimostrano la padronanza dei mezzi tecnici, verso i quali seguivano i costanti aggiornamenti, e dei processi calotipici con le nuove scoperte della fotografa Amélie Guillot-Saguez e del metodo di Gustave Le Gray.
Nel 1855 pubblicò il volume Della fotografia. Trattato pratico di Giacomo Caneva pittore prospettico. Nel trattato Caneva mostra di seguire le scoperte scientifiche intorno alla fotografia, scrivendo in merito al processo all'albumina su vetro descritto da Abel Niépce di Saint-Victor (1805-1870), cugino di Nicéphore Niépce, e del processo al collodio umido inventato da Frederick Scott Archer. Nello stesso anno pubblicò il volumetto Vedute di Roma e dintorni in fotografia. Sappiamo peraltro che egli scattò molte immagini a Napoli e dintorni.
Nel 1859 Caneva partì per un viaggio in India e Cina con alcuni produttori di seta italiani. La rivista milanese "l'Artista" di Luigi Sacchi (1805-1861), fotografo anch'egli, riferisce molti dettagli dell'impresa, come ad esempio sulla scelta del fotografo per il quale si esprime "il famoso Caneva di Roma", segno dello status professionale che aveva raggiunto ormai anche fuori dalla Città Eterna. Il viaggio si proponeva di portare una grande quantità di uova di bachi da seta per arginare l'epidemia che da anni stava distruggendo quelli autoctoni italiani e dell'area mediterranea. Era ormai convinzione che di quel viaggio fossero arrivate fino a noi soltanto alcune immagini quando fortunatamente si è scoperto che in una collezione privata ne fossero conservate un buon numero.
Il viaggio fu promosso dai friulani Gherardo Freschi e dal conte Giovan Battista Castellani. Anche dal punto di vista commerciale fu un mezzo fiasco, da quello scientifico invece riservò notevoli scoperte in base alle peculiarità della sericoltura cinese. Castellani infatti prese una quantità tale di appunti che li pubblicò in volume nel 1860 dal titolo L'allevamento dei bachi da seta in Cina realizzato e osservato sul posto, corredandolo anche con le foto di Caneva.
Partecipò ad alcune grandi mostre europee come quelle londinesi di Society of Arts, 1852, e di Photographic Institution, 1853, e successivamente a quella di Edimburgo, Photographic Society of Scotland nel 1856.
Dopo il ritorno dalla Cina non sappiamo nulla della sua attività né sono note altre immagini da lui scattate dopo tale data. Morì nel 1865 e fu sepolto nel Cimitero del Verano. Dopo la sua morte, l'amico Lodovico Tuminello stampò numerosi calotipi di Caneva firmandoli però col suo nome per venderli. Una volta scoperto, fu molto difficile stabilire quali fossero le immagini di Giacomo Caneva e quali di Tuminello.
Le sue immagini sono conservate, oltreché in collezioni private tra cui quella della Duchessa di Berry, presso l'ICCD - Istituto Centrale per il Catalogo e Documentazione di Roma, Bibliothéque Nazionale de France, Fondazione Torino Musei, Fratelli Alinari.

## Pubblicazioni
- Della fotografia. Trattato pratico di Giacomo Caneva pittore prospettico, Tip. Tiberina, 1855